# Rust-Roest Brugge
Rust-Roest Brugge was een Belgische voetbalclub uit Sint-Kruis. De club was bij de KBVB aangesloten met stamnummer 45. De clubkleuren waren zwart en oranje.

## Geschiedenis
Op 20 april 1911 werd Rust-Roest Brugge opgericht. Bij de aansluiting bij de KBVB in 1926 kreeg men het stamnummer 45. De club vond zijn oorsprong in de gist- en spiritusfabriek, die gevestigd was in Sint-Kruis. De voetbalploeg zou in de jaren '30 verdwenen zijn.
Later nam een ploeg enkel nog deel aan een corporatieve competitie onder de naam KV Rust-Roest Brugge. Daarnaast bestaat er nog een gymnastiekafdeling met dezelfde naam, zijnde K. Turnkring Rust-Roest Brugge. Deze vond haar oorsprong in Rust-Roest Brugge.